# Gemma Sanderson
Gemma Sanderson (Newcastle, 10 luglio 1983) è una modella australiana.

## Carriera
Prima di arrivare al successo grazie alla partecipazione ad AusNTM, Sanderson arriva in finale nel concorso annuale per la ricerca di modelle organizzato da Dolly Magazine, che la sua collega australiana Miranda Kerr aveva vinto l'anno precedente.
Ma la scalata al successo inizia nel game show Australia's Next Top Model, dove partecipa come concorrente nella prima edizione della versione australiana del format. Viene ampiamente criticata durante le ultime settimane dello show in merito alla sua sofferenza psichica, infatti è la stessa Sanderson ad ammettere il suo stato di depressione nell'episodio 5 della serie. Nonostante ciò vince diverse sfide e si comporta molto bene nel gioco, ricevendo così il supporto del giudice di gara Marguerite Kramer (ex editore di Harper's Bazaar USA). Riesce ad arrivare in finale e a vincere l'ambito titolo, al quale segue una carriera di successo che la porta a lavorare a livello internazionale.
Ha fatto servizi fotografici per Macy's, Elle Clothing Korea, Tchibo, Auchan, Covet, Chrishabana e Ilana Moses. In Australia e Nuova Zelanda vanta campagne pubblicitarie per Jeans West, Dotti, David Jones Limited, Myer, Bra's and Things, Marcs Baby Doll, Sachi, Ezibuy, Aztec Rose, Sussans, Ladakh, Sandler, Valley Girl, Surfoplane, Lancôme e KitKat. È apparsa in molte riviste australiane tra cui Madison, Dolly Magazine, Marie Claire, Stab, Monster Children, Woman's Day, Notebook, FHM e FHM Collections. Ha ottenuto le copertine di Escape Magazine (Hong Kong) e Silhouette (Italia). Appare inoltre su diverse riviste italiane tra cui Elle, Gioia, Maxim, Jack e Tu.

## Agenzie
- NEXT Model Management - New York
- Chic Management - Sydney
- Beatrice Model Agency - Milano
- PMA Models - Amburgo
- Ice Models - Sudafrica
- 62 Models & Talent - Auckland